# ماده‌باوری ظهورگرا
در فلسفه ذهن، متریالیسم ظهورگرا (به انگلیسی: emergent materialism)، به نظریه ای گفته می‌شود که مدعی است ذهن به نحوی وجود دارد و غیرقابل تقلیل است. با این حال از لحاظ هستی‌شناسی وجود ندارد. افزون بر آن، مطالعه پدیدارهای ذهنی به عنوان یک بخش، مستقل از سایر علوم مورد مطالعه قرار می‌گیرد. این نظریه در وهله اول استدلال می‌نماید که تکامل ذهن انسان محصولی از طبیعت مادی است که بدون اساس مادی نمی‌تواند وجود داشته باشد.

## مرور اجمالی
این دیدگاه معتقد است که ویژگی‌های ذهنی به عنوان ویژگی‌های جدید سامانه‌های پیچیدهٔ مادی ظهور می‌کنند. این ویژگی‌ها را از نظر فکری نمی‌توان به ویژگی‌های فیزیکی نظام‌های مادی پیچیده تقلیل داد. در حالی که این نظریه می‌گوید، ذهن به دلیل تأثیر گذاری عِلی که میان جسم و ذهن وجود دارد، مستقل است. این امر به عنوان یک «رابطه اولیه» که مبتنی بر/ یا متکی بر ماده فیزیکی بوده اما ضرورتاً دارای ابعاد متافیزیکی است، توصیف می‌گردد.
متریالیسم ظهورگرا را می‌توان به دو نوع تقسیم‌بندی کرد: ظهورگرایی که رابطه عِلی ذهن را رد می‌کند و ظهورگرایی که تأثیرات عِلی را می‌پذیرد. نسخه دومی از جانب جان آر. سرل پذیرفته شده و به آن «طبیعت‌گرایی زیست‌شناختی» می‌گویند.
گروه عمده دیگر نظریات متریالیستی پیرامون فلسفه ذهن را می‌توان به نام متریالیسم غیر ظهورگرا نامید که شامل فیزیکالیزم محض (متریالیسم حذف‌گرا)، نظریه هویت (متریالیسم کاهش‌گرا)، رفتار گرایی فلسفی و کارکردگرایی می‌باشد.